# Рубленский сельский совет (Харьковская область)
Ру́бленский сельский совет — упразднённая административная единица в составе Великобурлукского района Харьковской области Украины.
Административный центр сельского совета находился в селе Рубленое.

## История
- 1921 год — образован.
- 2020 год — упразднён и включён в состав Ольховатской сельской общины.

## Населённые пункты совета
- село Ру́бленое
- село Арте́льное
- село Березники́
- село Крейдя́нка
- село Озёрное
- село Потихо́ново
- село Широ́кое